# Condado de Butler (Alabama)
El condado de Butler es un condado de Alabama, Estados Unidos. Nombrado así en honor de William Butler, quien nació en Virginia y luchó en la Guerra Creek y mataron en mayo de 1818. Tiene una superficie de 2015 km² y una población de 21 399 habitantes (según el censo de 2000). La sede de condado es Greenville.

## Historia
El Condado de Butler se fundó el 13 de diciembre de 1819.

## Geografía
Según la Oficina del Censo de los Estados Unidos el condado tiene un área total de 2015 km², de los cuales 2012 km² son de tierra y 3 km² de agua (0,15%).

### Principales autopistas
- Interstate 65
- U.S. Highway 31
- State Route 10
- State Route 106

### Condados adyacentes
- Condado de Lowndes (norte)
- Condado de Crenshaw (este)
- Condado de Covington (sureste)
- Condado de Conecuh (suroeste)
- Condado de Monroe (oeste)
- Condado de Wilcox (noroeste)

### Ciudades y pueblos
- Georgiana
- Greenville
- McKenzie (parcialmente - Parte de McKenzie se encuentra en el Condado de Conecuh)

## Demografía
|  |  |